# Neringa

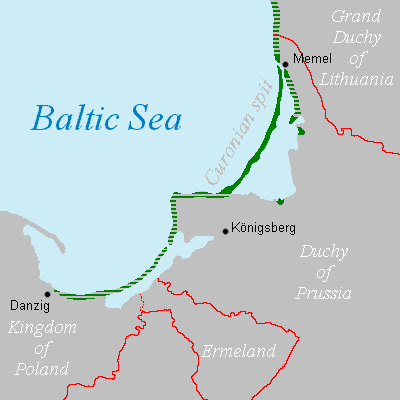
Nehrungskurisches Sprachgebiet 1649

Neringa (anhörenⓘ; deutsch „Nehrung“) ist eine Stadt in der Gemeinde Neringa im Westen Litauens, südlich von Klaipėda an der Ostsee. Das Zentrum der Selbstverwaltungsgemeinde besteht aus den Dörfern auf der Kurischen Nehrung. Sie ist ein Kurort.

## Name
Der Name kommt vom Altpreußischen oder Nehrungskurischen  „neria, nerge, neringia“, das „Land, das auf- und abtaucht wie ein Schwimmer“ bedeutet. Der Legende nach geht der Name auf eine Riesin zurück, die zum Schutz der Küste einen Wall aus Sand aufgeschüttet hatte.

## Geschichte
Neringa gehört zur ursprünglich südkurischen Landschaft Pilsaten. Bereits 1569 herrschte auf der Nehrung ein „Sprachengewirr“ zwischen Deutsch als Behörden-, Kirch- und Schulsprache, Litauisch, Lettisch-Kurisch (Nehrungskurisch) und Altpreußisch. Kurisch war wesentlich die Sprache der Fischer. Die Volksbefragung von 1897 ergab, dass von 1644 Bewohnern der Hauptorte 994 Nehrungskuren (rund 60 %) die nehrungskurische Sprache gebrauchten, bei Fischern sogar 1064 (rund 65 %), da es sich auch um eine Fachsprache handelte. Weil in den Kirchen keine kurischen Gottesdienste mehr angeboten wurden, wurde in litauischer Sprache gepredigt, so dass nahezu alle Kuren auch Litauisch verstehen und sprechen konnten.
Als die Nehrung 1923 von Litauen annektiert wurde, bekamen die Nehrungsbewohner Staatsangehörigkeitsprobleme: nur wenige entschieden sich für die litauische Zugehörigkeit, viele wanderten nach Deutschland aus, andere lebten nun als Auslandsdeutsche weiter in ihren Dörfern. 1956 wurden 147 Familien befragt, und es ergab sich eine Mehrheit von Großlitauern (59 %) und Russen (21 %). Nur noch 22 Familien (15 %) der autochthonen Bevölkerung waren übriggeblieben.
1961 wurden die ehemals eigenständigen Ortschaften des litauischen Teils der Kurischen Nehrung zur Einheitsgemeinde Neringa zusammengeschlossen. Der Verwaltungssitz befindet sich in Nida. Bis zum Ende des Zweiten Weltkriegs gehörte die Nehrung von 1252 an (bis auf die Jahre 1923 bis 1938) zu Deutschland. Heute wohnen in Neringa neben der litauischen Bevölkerungsmehrheit Angehörige der russischen Minderheit in Litauen. Neringa ist einer der landschaftlich schönsten Kurorte der Ostseeregion.

## Wappen
Das Wappen von Neringa wurde 1968 bestätigt. Die Zeichen im oberen Wappenteil sind Symbole der alten schwarz-weißen Kurenwimpel: im Uhrzeigersinn von oben links: Nidden, Preil, Karwaiten, Perwelk, Schwarzort und Purwin. Im unteren Teil des Wappens in Blau ein silberner Buchstabe N für den Ortsnamen.
Das Wappen wurde von dem Architekten Ricardas Kristapavicius gestaltet.

## Wirtschaft
Von Bedeutung ist der Tourismus auf der Nehrung, an der Ostsee und am Kurischen Haff.

## Öffentlicher Personennahverkehr
In den Sommermonaten verkehren stündlich Linienbusse auf der Strecke Nida-Juodkrante-Smyltine/Klaipėda.
Mehrere litauische Fernbusunternehmen betreiben auch Linienverbindungen nach Vilnius und Kaunas.
Die beiden Kleinbuslinien in Nida sind im Jahr 2014 aus wirtschaftlichen Gründen ersatzlos eingestellt worden.

## Städtepartnerschaften
Neringa unterhält eine Städtepartnerschaft mit der schleswig-holsteinischen Stadt Fehmarn auf der gleichnamigen Ostseeinsel und mit der polnischen Stadt Łeba.

## Persönlichkeiten
- Andrius Bagdonas (* 1974), Politiker, Seimas-Mitglied

## Nachweise
1. ↑  Mykolas Sluckis: Neringa und Naglis oder das Märchen von den Riesen, die nicht König werden wollten. Aufbau-Verlag, Berlin 1971.
2. ↑  Jennie Radü: Litauen – Die Kurische Nehrung. WDR, 2009, abgerufen am 5. August 2024.

Alksnynė (Erlenhorst) |
Juodkrantė (Schwarzort) |
Nida (Nidden) |
Pervalka (Perwelk) |
Preila (Preil)
Untergegangene Ortschaft: Karvaičiai (Karwaiten)